# U-Bahnhof Rohrdamm

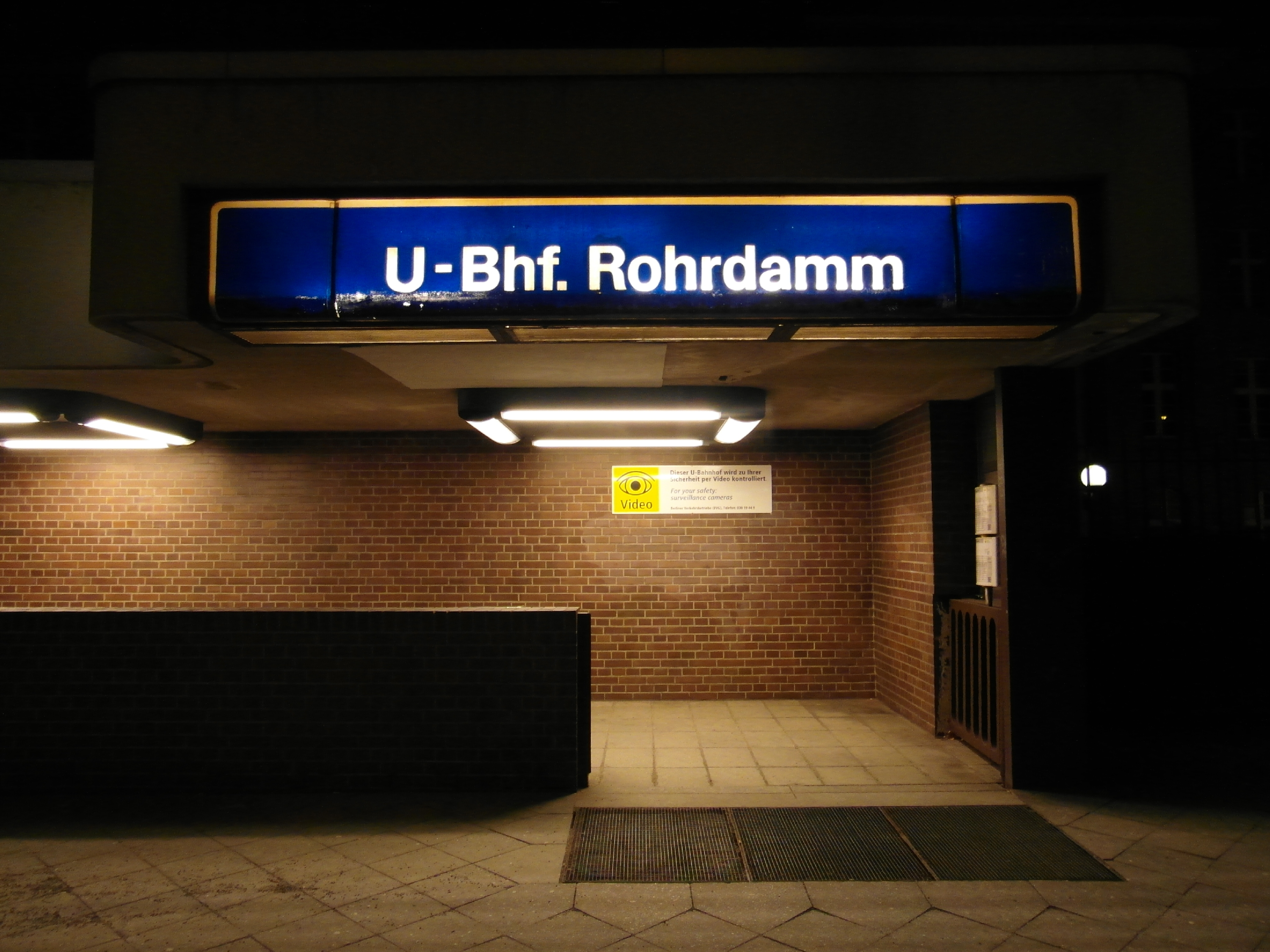
Bahnhofseingang

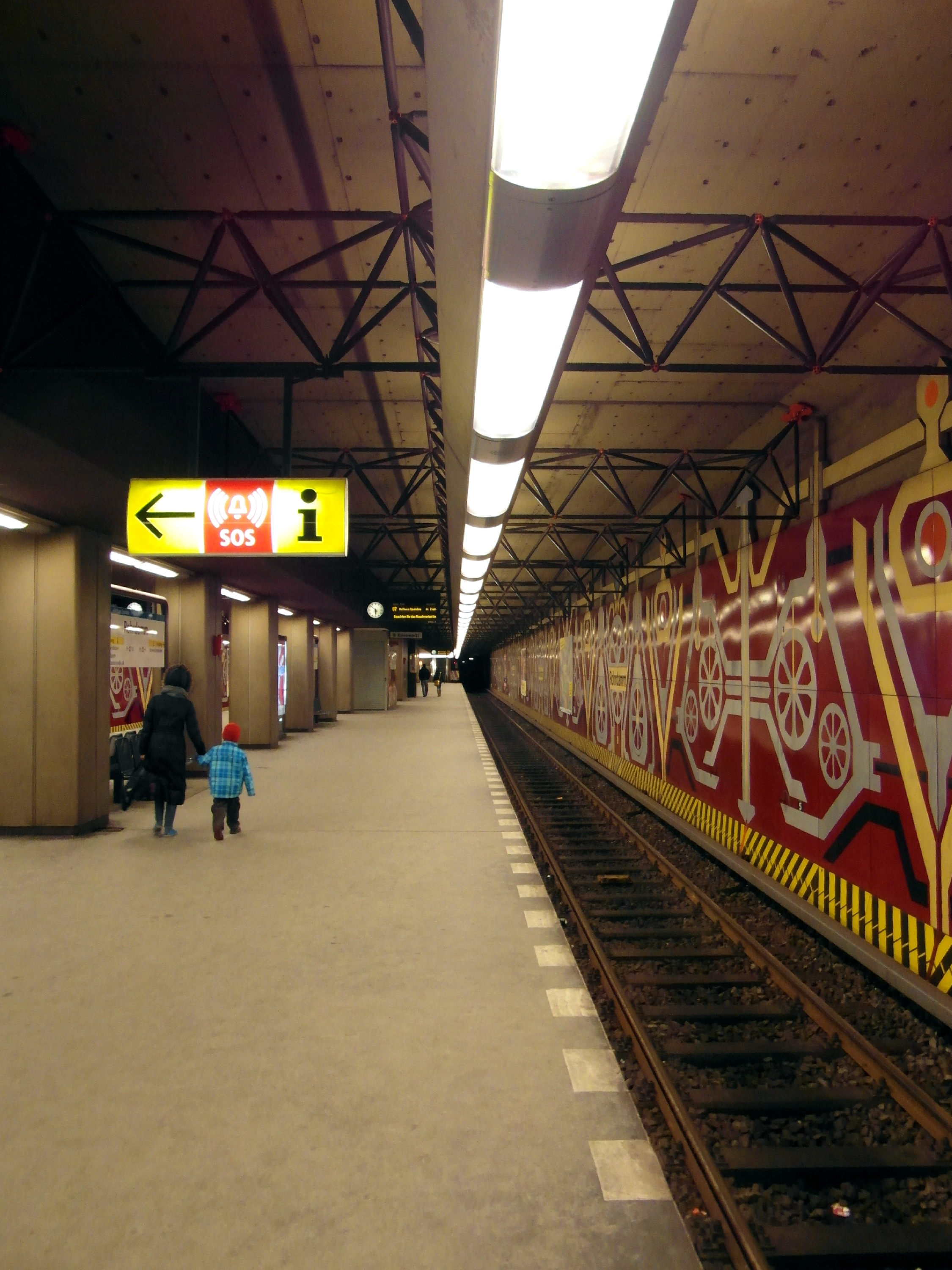
Bahnsteig

Der U-Bahnhof Rohrdamm ist eine Station der Berliner U-Bahn-Linie U7 im Ortsteil Siemensstadt. Er wurde am 1. Oktober 1980 im Zuge der Nord-West-Verlängerung dieser Linie in Richtung Rathaus Spandau eröffnet. Bis zum 1. Oktober 1984 war die Station Rohrdamm der Endbahnhof dieser Linie. Der Bahnhof liegt nahe unter der Kreuzung der Nonnendammallee und der namensgebenden Straße Rohrdamm. Der Bahnhof, der im Bahnhofsverzeichnis der BVG mit dem Kürzel Rm bezeichnet wird, besitzt zwar eine Rolltreppe, aber keinen Aufzug und kein Blindenleitsystem, sodass er als „nicht barrierefrei“ bezeichnet wird. Der Bahnsteig ist 110 Meter lang.
Wie bei den umliegenden Bahnhöfen übernahm Rainer G. Rümmler die Bahnhofsgestaltung, dabei spielte die Umgebung eine wichtige Rolle und Motive der in der Nähe ansässigen industriellen Produktion der Siemenswerke wurden in die Wandgestaltung integriert. Über dem Bahnhof befindet sich auch die ehemalige Hauptverwaltung der Siemens-Schuckertwerke und das zwischen 1926 und 1927 errichtete Schaltwerk-Hochhaus, konzipiert von Hans Hertlein. Rümmler benutzte hier zahlreiche stilisierte Zahnräder und Gitter, die Stützen sind mit silber-grauer Metallverkleidung umhüllt. Der U-Bahnhof steht seit März 2017 – zusammen mit sechs weiteren der westlichen Linie U7 – unter Denkmalschutz.
Der Bahnhof Rohrdamm besitzt neben einer Abstellanlage, die für einzelne Aussetzer-Züge benutzt wird, außerdem ein sich anschließendes Gleichrichterwerk.
Für den barrierefreien Zugang soll der Bahnhof bis 2026 eine Aufzugsanlage erhalten.

## Anbindung
| Linie | Verlauf |
| ----- | --- |
|       | Rathaus Spandau – Altstadt Spandau – Zitadelle – Haselhorst – Paulsternstraße – Rohrdamm – Siemensdamm – Halemweg – Jakob-Kaiser-Platz – Jungfernheide – Mierendorffplatz – Richard-Wagner-Platz – Bismarckstraße – Wilmersdorfer Straße – Adenauerplatz – Konstanzer Straße – Fehrbelliner Platz – Blissestraße – Berliner Straße – Bayerischer Platz – Eisenacher Straße – Kleistpark – Yorckstraße – Möckernbrücke – Mehringdamm – Gneisenaustraße – Südstern – Hermannplatz – Rathaus Neukölln – Karl-Marx-Straße – Neukölln – Grenzallee – Blaschkoallee – Parchimer Allee – Britz-Süd – Johannisthaler Chaussee – Lipschitzallee – Wutzkyallee – Zwickauer Damm – Rudow |

Am U-Bahnhof bestehen Umsteigemöglichkeiten von der Linie U7 zu den Omnibuslinien 123 und 139 der BVG.